# الميناء السياحي بدبي
الميناء السياحي هو منطقة في مدينة دبي، الإمارات العربية المتحدة. تُغطي جزءاً من شاطئ جميرا وتشمل نادي دبي الدولي للرياضات البحرية الذي تأسس في 1986، وبه رصيف يضم 291 مرسى لليخوت.
تأسست المنطقة في الثمانينيات للترويج للسياحة وكذلك الرياضات المائية. يعد نادي دبي الدولي للرياضات البحرية، أول تطوير للمنطقة في 1986 بناءً على تعليمات سمو الشيخ أحمد بن سعيد آل مكتوم، ليشكل قاعدة تنظيمية قوية لسباقات الزوارق السريعة البحرية. أقيم سباق دبي للزوارق السريعة لأول مرة في أبريل 1986، وجذب 25 قارباً. ارتفع هذا العدد إلى 60 قارباً بحلول 1995. اُعترف بمركز نادي دبي الدولي للرياضات البحرية رسمياً بعد سنوات قليلة فقط من إنشائه، عندما أصبح أول منظمة عربية على الإطلاق تحصل على العضوية الكاملة في الاتحاد الدولي للزوارق الآلية [الإنجليزية]، الهيئة الإدارية العالمية لتلك الرياضة.

## اتحاد الامارات للرياضات البحرية
تأسس اتحاد الإمارات للرياضات البحرية في 1996، واندمج نادي دبي الدولي للرياضات البحرية مع نادي أبوظبي الدولي للرياضات البحرية لتشكيل اتحاد الإمارات للرياضات البحرية، والذي يعمل حالياً كهيئة وطنية للرياضات المائية في دولة الإمارات وممثلاً عن الاتحاد الدولي للزوارق الآلية في منطقة آسيا الوسطى والشرق الأوسط وجميع الدول العربية.
يتمثل دور اتحاد الإمارات للرياضات البحرية في تشجيع أنشطة الرياضات المائية وتعزيزها وإدارتها وتمثيلها لأعضاء الاتحاد وغيرهم في جميع أنحاء الخليج العربي والعالم. بالإضافة إلى ذلك، يعمل أيضاً كسلطة إقليمية وهيئة تنظيمية لأنشطة الرياضات المائية في المنطقة.
انضم نادي رأس الخيمة للتزلج المائي إلى اتحاد الإمارات للرياضات البحرية في 1998، تلاه نادي الإمارات للتزلج ونادي الفجيرة الدولي للرياضات البحرية.
يقع المقر الرئيسي لاتحاد الإمارات للرياضات البحرية في نادي دبي الدولي للرياضات البحرية (الميناء السياحي).

## نادي دبي الدولي للرياضات البحرية
كان لدى الشيخ راشد بن سعيد آل مكتوم رؤية لإنشاء ثلاث مناطق مميزة في إمارة دبي في أواخر سبعينيات القرن الماضي. تضمنت رؤيته إنشاء المنطقة الحرة في جبل علي كمنطقة صناعية، فيما خُصص الميناء السياحي لتلبية الأغراض السياحية وكانت المنطقة المركزية في دبي بمثابة المنطقة السكنية.
تأسس نادي دبي للرياضات البحرية للترويج للرياضات المائية في دبي في 1988
. نُظمت السباقات التقليدية بمساعدة المتطوعين والشركاء الرسميين في الحكومة، نظراً لأن كانت الموارد محدودة في ذلك الوقت. كُلف السيد سعيد حارب والسيد سيف الشعفار بتطوير فعاليات الرياضات المائية التقليدية والحديثة في 1990. وقد عُين سعيد حارب مديراً عاماً نظراً لخبرته ودرايته وخلفيته العائلية المتعلقة بالبحر.
كان للميناء السياحي منزلق طبيعي للقوارب ومراكب الداو التي تُطلق للمياه، وكانت رؤية الشيخ أحمد بن راشد آل مكتوم هي التي حولت المنطقة إلى مرسى حديث لأصحاب اليخوت لرسو قواربهم.
شهدت رؤية الشيخ مكتوم بن راشد آل مكتوم، حاكم دبي، التأسيس الرسمي لنادي دبي الدولي للرياضات البحرية من خلال مرسوم رسمي في 1994.
أُعلن عن النادي كونه هيئة الرياضات المائية الوحيدة المخولة بتنظيم أنشطة ومسابقات الرياضات المائية في إمارة دبي. عين ديوان سمو الحاكم، الشيخ أحمد بن سعيد آل مكتوم، رئيساً للنادي بجانب مجلس أعلى يتولى الأنشطة اليومية للنادي في 5 أكتوبر 2003. ومنذ ذلك الحين، تطور النادي في عهد السيد سعيد حارب أكثر فأكثر وكان أول منظمة عربية تحصل على عضوية كاملة في الاتحاد الدولي للزوارق الآلية والاتحاد الدولي للكانو والاتحاد الدولي للتجديف.
نظم نادي دبي الدولي للرياضات البحرية العديد من الفعاليات الوطنية والدولية على مر السنين والتي نالت استحساناً وجوائز "أفضل منظم". كانت البنية التحتية لنادي دبي على قدم المساواة مع أي هيئة دولية أخرى للرياضات المائية. بصرف النظر عن الموقع الرئيسي للنادي وسهولة الوصول إلى المحيط، يوفر نادي دبي الدولي للرياضات البحرية مرافق أخرى لأعضاء المرسى والضيوف على حد سواء. حيث توفر المارينا مرافق للرفع بالأوناش وخدمات إعادة التزود بالوقود ومنزلق ومنطقة رصيف رطبة وجافة رائعة تتسع لنحو 350 قارباً (وتتراوح بين 25 ق إلى 160 ق). وقد زُودت الأرصفة بالكهرباء والمياه. يضم المرسى أيضاً رصيفاً رياضياً لزيارات القطع البحرية التي يصل ارتفاعها إلى 160 قدماً.

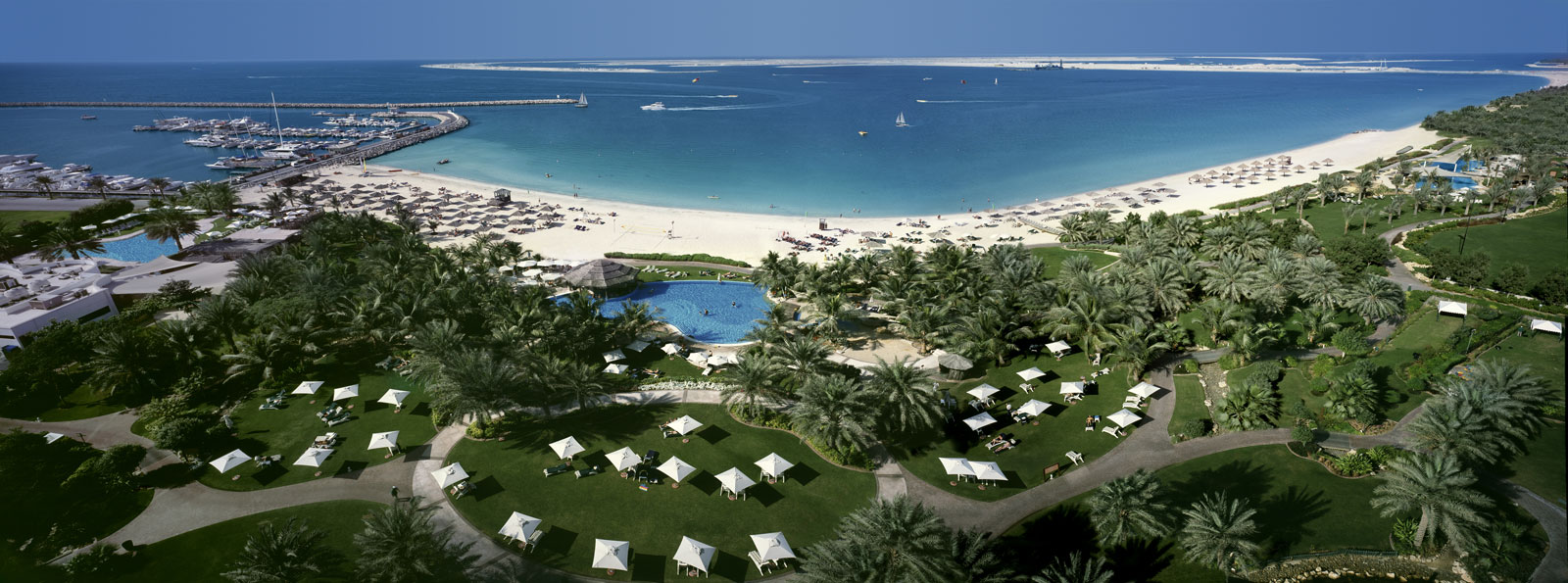
الميناء السياحي بدبي

## وصلات خارجية
- الموقع الرسمي لاتحاد الامارات للرياضات البحرية
- الموقع الرسمي لنادي دبي الدولي للرياضات البحرية
- فعاليات نادي دبي الدولي للرياضات البحرية